# Joaquín Leguía Gálvez
Joaquín Leguía Gálvez (Lima, 30 de enero de 1931 - 4 de enero de 2006) fue un abogado, docente universitario y político peruano. Fue ministro de Trabajo en el segundo gobierno del presidente Fernando Belaúnde Terry.

## Biografía
Hijo del presidente Augusto B. Leguía y de Lía Gálvez. No llegó a conocer a su padre, que falleció en prisión en febrero de 1932, cuando tenía apenas un año de nacido. En una entrevista que concedió a la revista Caretas el 22 de agosto de 1983, dijo que solo conoció a su padre «25 años después de muerto», cuando sus restos fueron trasladados del cementerio de Bellavista al Presbítero Maestro. El cadáver embalsamado conservaba sus facciones, pese al tiempo transcurrido.
En 1954 egresó como abogado de la Pontificia Universidad Católica del Perú. Se dedicó también a la docencia universitaria.
En el segundo gobierno de Fernando Belaúnde Terry fue designado Ministro de Trabajo y Promoción Social, en reemplazo de Patricio Ricketts Rey de Castro, que pasó a la cartera de Educación. Juró su cargo el 16 de agosto de 1983. Su primer cometido fue dar solución a los problemas de los trabajadores mineros. También hizo un esfuerzo por reordenar y condensar la legislación de trabajo.
Su gestión tuvo que afrontar numerosos conflictos, como la huelga del sindicato de trabajadores de la fábrica El Diamante, el paro laboral convocado por la CGTP en septiembre de 1983, el problema laboral y económico de Pesca-Perú, la paralización de labores propiciada por la CITE (Confederación de Trabajadores Estatales).
En la noche del 18 de marzo de 1985, su vivienda de la calle Maurtua en San Isidro sufrió un atentado terrorista. Miembros de un comando del MRTA explotaron un petardo de dinamita y dispararon ráfagas de metralleta en la fachada de la vivienda. En el interior se hallaban el ministro y su familia, aunque nadie resultó herido.
Pese a todo, Leguía continuó su labor al frente del Ministerio hasta el fin del segundo gobierno belaundista.
Ha ejercido la cátedra de Derecho Laboral en la Pontificia Universidad Católica del Perú.